# Croy (Nederland)
Croy is een buurtschap  in de voormalige gemeente Stiphout, nu deel van de gemeente Helmond in de Nederlandse provincie Noord-Brabant.

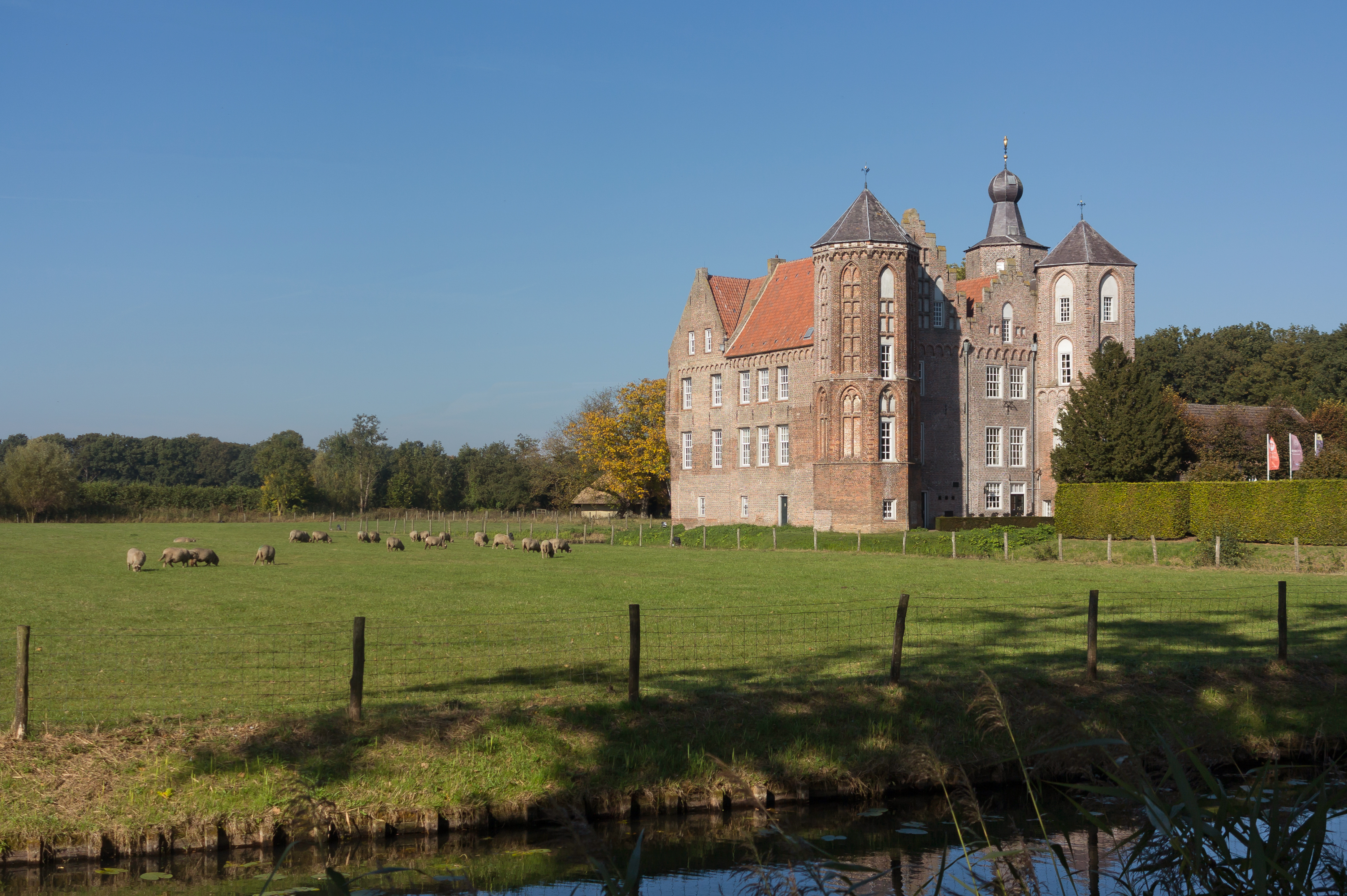
Kasteel Croy

Croy is bekend vanwege het nabijgelegen Kasteel Croy. Dit kasteel, dat in de gemeente Laarbeek ligt, is eigendom van de Stichting Geloof, Hoop en Liefde. Croy bestaat als landgoed, behalve uit Kasteel Croy, tevens uit veel boerderijen. Daarbij is ook nog een auberge gebouwd, De Croyse Hoeve, die in 2005 helemaal is afgebrand en toen helemaal opnieuw is opgebouwd.
Hoofdplaats: Helmond

Wijken: Binnenstad · Helmond-Oost · Helmond-Noord · 't Hout · Brouwhuis · Helmond-West · Warande · Stiphout · Rijpelberg · Dierdonk · Brandevoort · Industriegebied Zuid

Buurtschappen: Berenbroek · Croy · De Weijer · Diepenbroek · Geeneind · Kloostereind · Kranenbroek · Kruisschot (Dierdonk) · Kruisschot (Stiphout) · Medevoort · Overbrug · Rijpelberg · Scheepstal 

Noord-Brabant: Steden en dorpen      Nederland: Provincies · Gemeenten